# Юлгазе
Ю́лгазе, также Ю́лгасе (эст. Ülgase) — деревня в волости Йыэляхтме уезда Харьюмаа, Эстония.

## География и описание
Расположена на берегу Финского залива, на юго-западе граничит с городом Маарду. Высота над уровнем моря — 41 метр. Территория деревни входит в зону заповедника Ребала, который был основан в 1960 году для защиты известнякового берега и мест обитания  летучих мышей.
Климат умеренный. Официальный язык — эстонский. Почтовый индекс — 74220.

## Население
По данным переписи населения 2021 года, в Юлгазе насчитывалось 105 жителей, из них 88 (83,8 %) — эстонцы.
В 2020 году в деревне проживали 92 человека, из них 44 мужчины и 48 женщин; численность детей в возрасте до 14 лет включительно составляла 9 человек, численность лиц работоспособного возраста (возраст 15–64 года) — 68, число лиц пенсионного возраста (65 лет и старше) — 15.
По данным переписи населения 2011 года, в деревне проживали 84 человека, из них 73 (86,9 %) — эстонцы.
Численность населения деревни Юлгазе:
| Год  | 2000 | 2011 | 2017 | 2018 | 2019 | 2020 | 2021  |
| ---- | ---- | ---- | ---- | ---- | ---- | ---- | ----- |
| Чел. | 83   | ↗ 84 | ↗ 96 | ↗ 99 | → 99 | ↘ 92 | ↗ 105 |

## История
Первое упоминание Юлгазе относится к 1387 году (Uldyes). В 1565 году упоминается Yldis, в 1582 году — Ulest, в 1637 году — Hülgaste (деревня), в 1687 году — Üllkes, в 1688 году — Yllux, в 1798 году — Ülgast.
На военно-топографических картах Российской империи (1846–1863 годы), в состав которой входила Эстляндская губерния, деревня обозначена как Ильгасъ.

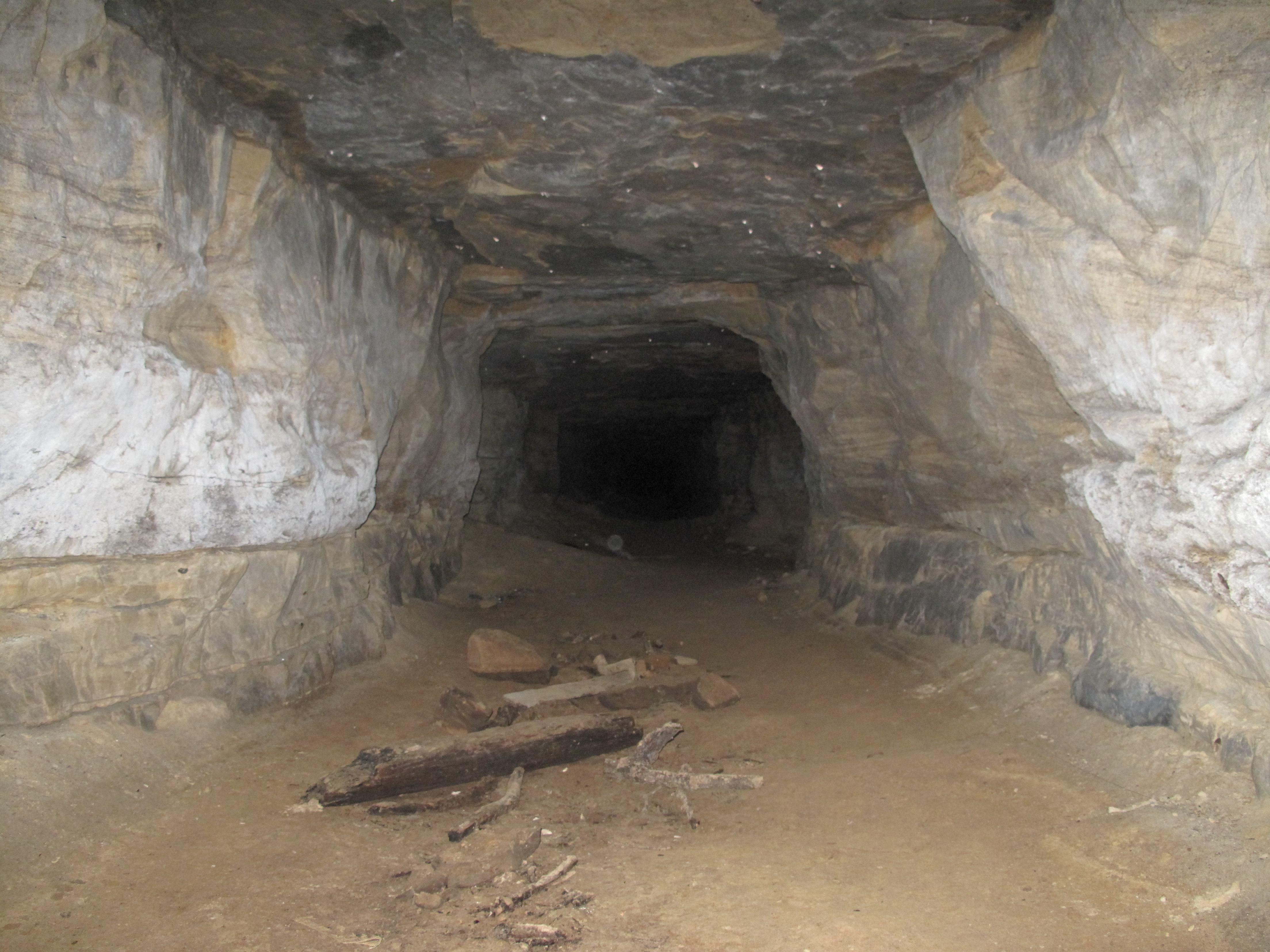
Заброшенная фофоритная шахта в Юлгазе

В 1920 году, во времена Первой Эстонской Республики,  в деревне, где находится фосфоритное месторождение, было основано акционерное общество «Ээсти Фосфорийт» (эст. «Eesti Fosforiit», первоначально — «Eesti Vosvoriit»). Там открыли первую шахту и там же в 1925 году было завершено строительство обогатительной фабрики (погибла при пожаре в 1938 году). Это предприятие стало предшественником Маардуского химического завода.
В 1940 году поселение Юлгазе получило статус деревни.
Производство фосфорных удобрений в Эстонии было прекращено в 1996 году, заброшенные фосфоритные шахты в Юлгазе стали местом обитания летучих мышей. Там зимуют ночница Брандта, водяная ночница, прудовая ночница, северный кожанок, бурый ушан.
В бывших фосфоритных карьерах Юлгазе в 2003 году была открыта Таллинская свалка площадью 70 гектаров, c 2011 года это Таллинский центр переработки отходов.

## Происхождение топонима
По мнению шведского языковеда и литератора Пера Веселгрена топоним Юлгазе происходит от эстонского слова ˈhüljes : hülgeˈ («тюлень»). Институт эстонского языка считает, что в названии также может скрываться слово ῾ülg῾ («жених»), которое встречается в народных песнях, в том числе довольно часто в ингерманландских народных песнях.